# منشأة طاهر
قرية منشاة طاهر هي إحدى القرى التابعة لمركز أهناسيا في محافظة بني سويف في جمهورية مصر العربية. حسب إحصاءات سنة 2006، بلغ إجمالي السكان في منشاة طاهر 5333 نسمة، منهم 2716 رجل و2617 امرأة.